# さとう未知子
さとう 未知子（さとう みちこ、1982年10月14日 - ）は、日本の舞台女優。神奈川県出身。

## 人物
- 特技は、剣道(初段)、声楽(音域＝High F)
- 趣味は、歌舞伎鑑賞、美術鑑賞、語学(英語)。

## 出演

### 舞台
- 「時の物置」月岡ツル子役　文学座アトリエ
- 松平健主演特別公演「弁慶」御園座
- 劇団若獅子公演にて三越劇場、時代劇に出演
  - 「忠臣蔵外伝」、
  - 「澤田正二郎物語」／演歌師娘役
  - 「山桜」／浦井勢津役
- 「王将―坂田三吉の生涯―」／坂田君子役 (大阪・新歌舞伎座、東京・国立劇場)
- 「ジェーン・エア」(日生劇場) ／ヘレン・バーンズ役(ジェーン・エア役アンダースタディ)
- 「キャンディード」(帝国劇場) (ヒロイン役アンダースタディ)
- 「レ・ミゼラブル」(帝国劇場)
- 「GOLD〜カミーユとロダン〜」(シアタークリエ)
- 「背信」(プロトシアター)
- 「わが町」(中目黒キンケロシアター)
- 「ジェーン・エア」松竹製作